# Colmán Bec
Colmán Már mac Diarmato (m. 555/558) fue un rey irlandés, hijo de Diarmait mac Cerbaill. Las fuentes tempranas y los estudiosos más antiguos señalan dos hijos de Diarmait, Colmán Már (Colmán el Mayor) y Colmán Bec (Colmán el Joven), pese a que algunos historiadores sugieren que solo existió un Colmán mac Diarmato. Hay algunos rastros de Colmán Bec en los anales irlandeses, pero en cuanto a Colmán Már solo está registrada su muerte.
Según el relato tradicional de las fuentes genealógicas, Diarmait mac Cerbaill tuvo tres hijos conocidos, dos de ellos llamados Colmán. Se cree que la madre de Colmán Bec fue Brea hija de los Conmaicne, un pueblo de Connacht. La madre de Colmán Már, Eithne, hija de Brénainn Dall de los Conmaicne. Otras fuentes afirman que Eithne era también la esposa de Áed Sláine, hijo de Diarmait y otras incluso dicen que estuvo casada con Blathmac, un hijo de Áed.
Ambos Colmáns fueron considerados fundadores de dinastías posteriores. Colmán Már, a quien los genealogistas atribuyen dos hijos, Suibne y Fergus, es el antepasado epónimo de Clann Cholmáin, una dinastía que dominó entre los Uí Néill del sur desde el del siglo VIII hasta comienzos del siglo XI, y que proporcionó numerosos muchos reyes de Tara. Colmán Bec es considerado como antepasado de los Clann Cholmáin Bic, mucho menos relevantes y que fueron conocidos posteriormente como Caille Follamain, por un hijo de Óengus.
El único registro de Colmán Már en los anales es una nota sobre su muerte datada en los años 550. Se han señalado numerosas incoherencias respecto de la fecha de la muerte de Colmán Már con la del floruit de sus supuestos hijos y hermanos, de la apariencia de su nombre en latín y de los anales. Ailbhe Mac Shamhráin concluye "...Colmán Már es una figura vacía y parece sospechosamente una creación artificial...".  Se ha sugerido que Colmán Már fue añadido a las genealogías en el reinado de Domnall Midi (m. 763).
El primer registro de Colmán Bec en los anales es de los años 560, cuando se dice que emprendió una expedición a Iardoman—glosado como "Seil e Islay", pero a veces entendido para referirse a las Hébridas Interiores en general—junto con Conall mac Comgaill.
En los años 570, los anales recuerdan una derrota de Colmán Bec en una batalla en Femen. Algunas fuentes añaden que fue derrotado por Coirpre Cromm mac Crimthainn, al que se recuerda como rey provincial de Munster. Hubo al menos dos lugares destacados llamados Femen, uno cerca de la Colina de Tara, el otro cerca de Cashel. Algunos historiadores han supuesto que la batalla estaba motivada por disputas internas de los Uí Néill.
Las últimas apariciones de Colmán Bec en el registro histórico son de los años 580, quizás 586 y 587. En 586, los anales informan del asesinato de Báetán mac Ninneda, de quien afirman fue rey de Tara, "según el plan de Colmán Bec" por el hijo de Colmán, Cumméne y un pariente del mismo nombre, nieto de Illand, hermano de Diarmaid. Al año siguiente encontramos la muerte de Colmán Bec, luchando contra Áed mac Ainmuirech, en Belach Dathí, sin localizar.